# Livingston County (Missouri)
Livingston County is een county in de Amerikaanse staat Missouri.
De county heeft een landoppervlakte van 1.384 km² en telt 14.558 inwoners (volkstelling 2000). De hoofdplaats is Chillicothe.